# Sybota rana
Sybota rana är en spindelart som först beskrevs av Cândido Firmino de Mello-Leitão 1941. 
Sybota rana ingår i släktet Sybota och familjen krusnätsspindlar. Inga underarter finns listade i Catalogue of Life.